# Forteresse Zhongma
La forteresse de Zhongma (chinois : 中馬城) - également appelé camp de prisonniers de Zhong Ma ou unité Tōgō - est un camp de prisonniers où l'armée japonaise du Guandong menait des recherches secrètes de guerre biologique sur des sujets humains. Construit à Beiyinhe, à l'extérieur de Harbin (Mandchoukouo) pendant la seconde guerre sino-japonaise, le camp a servi de centre d'expérimentation sur des sujets humains et pouvait contenir jusqu'à 1 000 prisonniers à tout moment. En 1937, le camp de prisonniers a été détruit et les opérations de test ont été transférées à Pingfang sous l'unité 731.

## Contexte
En 1930, le docteur Shirō Ishii, un chercheur de l'armée impériale japonaise en guerre biologique et chimique, demande au ministère japonais de la guerre d'établir un programme d'armes biologiques. Avec le soutien du ministre de l'Armée Sadao Araki et du doyen du Collège médical de l'Armée de Tokyo, Koizumi Chikahkiko, un programme d'armes biologiques a été lancé dans le cadre d'un nouveau département d'immunologie. Ishii a commencé ses recherches sur la guerre biologique à la tête du "Laboratoire de recherche sur la prévention des épidémies". Bien que la protection des troupes japonaises contre la maladie fasse partie de l'ordre du jour, l'objectif principal du laboratoire était de développer un moyen efficace de propager les épidémies. Encouragé par les résultats préliminaires avec des animaux de laboratoire, Ishii a cherché à reproduire ces résultats avec des essais sur l'homme. En raison de problèmes de confinement et de contraintes éthiques, l'expérimentation humaine n'a pas pu être menée dans son laboratoire de Tokyo natal.
En 1932, l'armée impériale japonaise envahit la Mandchourie à la suite de l'Incident de Mukden. L'occupation ultérieure de la Mandchourie a fourni un environnement propice aux recherches d'Ishii, car les sujets de test humains "pouvaient être arrachés dans les rues comme des rats". Ishii a transféré son laboratoire dans une installation militaire près de Harbin. Cependant, les environs très peuplés de l'installation menaçaient de compromettre le secret de l'expérimentation humaine en cours. Par conséquent, un deuxième site, à environ 100 kilomètres au sud de Harbin dans le village de Beiyinhe, a été sélectionné. Beiyinhe était un village diffus d'environ 300 maisons connu de la population locale sous le nom de Zhong Ma City. L'armée impériale japonaise a évacué les habitants locaux et incendié le village, à l'exception d'un grand bâtiment pouvant servir de quartier général.

## Description
Le camp de prisonniers avait des murs de terre de trois mètres de haut (9,8 pieds) surmontés de barbelés électrifiés et un fossé avec pont-levis entourait les bâtiments à l'intérieur. Il y avait des centaines de pièces et de petits laboratoires environnants, des immeubles de bureaux, des casernes et des salles à manger, des entrepôts et des entrepôts de munitions, des crématoires et des cellules de prison. L'armée impériale japonaise a recruté de la main-d'œuvre chinoise locale pour la construction. En raison du secret, les ouvriers étaient escortés par des gardes armés et forcés de porter des œillères afin qu'ils ne puissent pas comprendre ce qu'ils construisaient. Ceux qui travaillaient dans les zones les plus sensibles du camp de prisonniers, comme la section intérieure des laboratoires médicaux dans les quartiers des prisonniers, ont été exécutés une fois la construction terminée pour garantir le secret. Les prisonniers amenés à Zhongma comprenaient des criminels de droit commun, des bandits capturés, des partisans anti-japonais, ainsi que des prisonniers politiques et des personnes rassemblées sur de fausses accusations par les Kempeitai.

### Expérimentation humaine
Différentes expériences médicales ont été menées sur les prisonniers dans le camp. Les prisonniers étaient généralement bien nourris avec le régime habituel de Riz ou de blé, de viande, de poisson et parfois même d'alcool, dans le but de maintenir les prisonniers dans leur état de santé normal au début des expériences. Dans de nombreux cas, les prisonniers étaient vidés de leur sang pendant plusieurs jours, avec des enregistrements minutieux tenus sur la détérioration de leur condition physique. D'autres ont été soumis à des expériences sur la privation de nutriments ou d'eau. Les prisonniers ont également reçu des injections de microbes et de bactéries de la peste. Les fiches de données révèlent que dans au moins un cas, après que les prisonniers ont développé une fièvre de 104 F, ils ont été vivisectés alors qu'ils étaient inconscients.
L'espérance de vie moyenne d'un prisonnier du camp était d'un mois. Les prisonniers qui ont survécu aux expériences, mais qui ont été jugés trop faibles pour d'autres tests, ont été tués. On estime que l'établissement a détenu entre 500 et 600 prisonniers à la fois, avec une capacité de plus de 1000,.

## Fermeture
En août 1934, lors de la traditionnelle fête d'été, les prisonniers reçoivent une ration d'aliments spéciaux. Un prisonnier, nommé Li, réussit à maîtriser sa garde, à saisir les clés et à libérer une quarantaine de ses codétenus. Bien que leurs jambes aient été enchaînées, leurs bras étaient libres et les prisonniers ont pu escalader les murs extérieurs. Une forte averse avait coupé l'électricité de l'installation, désactivant les projecteurs et la clôture électrique. Une dizaine d'évadés ont été abattus par des gardes tandis que d'autres ont été repris et soumis à un traitement sadique en représailles, mais environ seize ont réussi à s'échapper. Certains des hommes sont rapidement morts du froid, de la faim, du froid et des blessures causées par leurs expériences, mais plusieurs ont réussi à survivre et à faire connaître les Crimes contre l'humanité commis par Shiro et ses subordonnés. Bien que le Kuomintang n'ait pas tenu compte de ces rapports, la forteresse de Zhongma a été fermée en raison de la publicité importante et ses activités ont été transférées vers un nouveau site plus proche de Harbin appelé Pingfang (Heibo), connu sous le nom d'Unité 731. Le témoignage de l'un des évadés, Ziyang Wang, a été recueilli par Xiao Han, directeur adjoint du musée Pingfang, dans les années 1980. Le roman graphique Maruta 454 (2010), de Paul-Yanic Laquerre, Song Yang et Pastor, dépeint l'évasion de 12 prisonniers chinois de l'unité Tōgō, sur la base du témoignage de Wang.